# Tyler Patrick Jones
Tyler Patrick Jones (* 1994 in Kalifornien) ist ein US-amerikanischer Kinderdarsteller und Schauspieler, der bis 2009 aktiv war.

## Leben
Jones wurde im Alter von fünf Jahren auf einer Geburtstagsparty entdeckt. Er bekam früh Schauspielunterricht und trat anfangs in Werbespots auf. Für einen von diesen bekam er 2002 bei den Young Artists Awards die Auszeichnung in der Kategorie „Herausragender junger Darsteller in einem nationalen Werbespot“. Später spielte er auch in Filmen und Serien.
Tyler Patrick Jones spielte u. a. den Sohn von Tom Cruise im Film Minority Report (2002), im selben Jahr spielte er in dem Thriller Roter Drache, er erschien außerdem in dem Film Ben 10 – Wettlauf gegen die Zeit, basierend auf der Fernsehserie. In der Fernsehserie Ghost Whisperer – Stimmen aus dem Jenseits spielte er von 2006 bis 2007 den Jungen Ned Banks. Er wurde mehrfach für den Young Artist Award nominiert. Zuletzt trat er 2009 schauspielerisch in Erscheinung. Sein Schaffen umfasst mehr als ein Dutzend Film- und Fernsehproduktionen.
Jones besuchte die Chaminade High School in West Hills in Kalifornien und anschließend die Chapman University in Orange County, wo er Creative Producing und Soziologie studierte. Er arbeitet als Produktionsassistent und Regieassistent.

## Filmografie (Auswahl)
- 2002: Minority Report
- 2002: Roter Drache (Red Dragon)
- 2005: Deine, meine & unsere (Yours, Mine and Ours)
- 2005: Feast
- 2005: Die Bären sind los (Bad News Bears)
- 2006–2007: Ghost Whisperer – Stimmen aus dem Jenseits (Ghost Whisperer, Fernsehserie, 8 Folgen)
- 2009: G-Force – Agenten mit Biss (G-Force)

## Auszeichnungen (Auswahl)
- 2002: Gewinner Young Artist Award in der Kategorie „Outstanding Young Performer, Television Commercial Award“ für seinen Werbespot für Hallmark Cards[3]
- 2003: Gewinner Young Artist Award in der Kategorie „Best Performance in a Feature Film – Young Actor Age Ten or Under“ für seine Rolle im Film Roter Drache[4][5]
- 2006: Gewinner Young Artist Award in der Kategorie „Best Performance in a Feature Film – Young Ensemble Cast“.[6]